# らぶデス 〜Realtime Lovers〜
『らぶデス 〜Realtime Lovers〜』は、2005年4月28日にTEATIMEより発売されたアダルトゲームである。
TEATIMEが解散し、現在の公式ホームページはILLUSIONが管理している。

## 概要
TEATIME初のフルリアルタイム恋愛ポリゴンアドベンチャーであり、既存のアドベンチャーにある一枚絵や立ち絵等といった要素を廃し、全てを3Dアニメーションに置き換え、ヒロイン達の仕草や喜怒哀楽の表現を追求した作品である。
2007年8月31日に続編『らぶデス2』が発売された。

## ストーリー
（出典：）
主人公・柳瀬裕樹は、ひめゆり荘という元旅館のアパートに、幼なじみの若宮真帆と一緒に暮らしていた。同じような日々が続いていたが、かつての住人である芹川千里・芹川綾乃という2人の姉妹がひめゆり荘に入居してくる。学園では香月奈々美という転校生と出会い、彼女に「10年前に会ったことがある」と告げられる。裕樹の周りで確実に何かが変化してゆき、代わり映えのない日々は終わりを告げる。

## 登場人物

### メインキャラクター
柳瀬 裕樹(やなせ ひろき)
職業：杜邑学園2年
身長：175cm
本作の主人公。杜邑学園に通う学生であり、アパートのひめゆり荘の管理人でもある。親父とは別居しており母親は幼いころに病気で亡くなっている。愛用のバイクは父親から貰ったもの。
若宮 真帆(わかみや まほ)
声優：草柳順子
職業：杜邑学園 2年
身長：156 cm、スリーサイズ：B80-W56-H83、誕生日：6月10日
裕樹とは10年来の幼馴染であり、家の事情によりひめゆり荘の主人公の隣の部屋に住んでいる。 特技はペーパークラフトであり大会での優勝経験もあるとのこと。料理は苦手であり、コンビニ等で買ってきて済ませてしまう。足に大けがをした時の後遺症のため、走れないので、裕樹とふたりで遅刻してしまうことも。
香月 奈々美(かつき ななみ)
声優：北都南
職業：杜邑学園 2年
身長：153 cm、スリーサイズ：B75-W55-H75、誕生日：12月7日
白いワンピースに赤い靴、そして白髪という特徴的な少女であり、子勇座というネコのぬいぐるみをいつも持っている。十年程前に少しの間だけ裕樹や真帆と少し遊んだことがあるらしいが、ある日を境に突如として去てしまう。その後杜邑町に突如戻ってきて、学園に転校してくることになる。
芹川 千里(せりかわ ちさと)
声優：金田まひる
職業：杜邑学園 1年
身長：145 cm、スリーサイズ：B72-W54-H76、誕生日：2月1日
裕樹の従妹であり、3年ぶりにひめゆり荘へもどってきた。通称「ちさ」と愛称で呼ばれることが多い。謎のアンチョコをいつも手に持っており、その情報通り動くことが多い。料理の腕はかなり上手いらしく、ひめゆり荘の料理担当となる。
芹川 綾乃(せりかわ あやの)
声優：歌織
職業：杜邑学園 現国教師
身長：172 cm、スリーサイズ：B88-W60-H89、誕生日：3月31日
裕樹の従姉で、学校の担任教師でもあり、3年ぶりにひめゆり荘へ戻ってきた。酒好きであり、過去にプリムローズのウェイトレスだった時期があったらしい、橘さん曰く伝説のウェイトレスとのこと。
委員長(いいんちょう)
声優：かわしまりの
職業：杜邑学園 2年、学級委員
身長：163 cm、スリーサイズ：B85-W59-H87
裕樹たちのクラスの学級委員であるが、本人の名前を知らない人の方が多い。杜邑学園の不人気メニューであるずんだロールが好みという変わった面もあり、彼女から言わせると焼きそばパンは炭水化物不合理との事。ちなみに体験版のセクティービーチに登場したのも彼女である。
篠原 文緒(しのはら ふみお)
声優：かわしまりの
職業：杜邑学園 3年
身長：160 cm、スリーサイズ：B86-W58-H86、誕生日：10月30日
裕樹とは学園以前からの付き合いで、他の人からは先輩と呼ばれている。10年の間この地域には居なかったはずの奈々美とも親しい仲らしく、裕樹たちが知らない頃の奈々美の事を知っているらしい。

### サブキャラクター
橘さん(たちばな―)
職業：ウエイトレス
喫茶プリムローズのウェイトレスであり、見た目的には裕樹たちと同年代と思われるが詳細は不明。学園祭の出し物として勇二の提案でプリムローズの出張店を出した時に助っ人として現れたこともある。
勇二(ゆうじ)
職業：杜邑学園2年
裕樹とは杜邑学園に入ってからの悪友であり、喫茶プリムローズのマスターの勇二ママの息子である。マスターの息子という立場を悪用し、喫茶店の新人ウエイトレスに対していたずらをすることもあるが、それが見つかったときは勇二ママにこっぴどく叱られている。

## スタッフ
- プロデューサー:三時源、MA@YA
- ディレクター:MA@YA
- キャラクターデザイン/モデリング:MA@YA
- シナリオ:灰谷塵
- プログラム:虻野○王子様
- CG/アニメーション:やまみねさと、YE、カズマサ、羊さん
- 背景監修:YE
- 背景:YE、カズマサ、美樹本
- 精液マスター☆2005:カズマサ、美樹本
- 広報:chaco
- OPテーマ「Live」
- EDテーマ「Real」
  - 作詞:京
  - 作曲&編曲:NadiR
  - ギター:NadiR
  - 歌:京
- 音楽制作:KiA-MUSIC